# Pleșani
Pleșani – wieś w Rumunii, w okręgu Botoszany, w gminie Călărași. W 2011 roku liczyła 687 mieszkańców.